# Gandaki (Zone)
Gandaki (Nepali गण्डकी अञ्चल Gandaki Anchal) war eine der 14 ehemaligen Verwaltungszonen des Staates Nepal.
Sie war nach dem Hauptfluss der Region, Kali Gandaki, benannt und lag in der damaligen Entwicklungsregion West in Zentral-Nepal. Die Verwaltungszone erstreckte sich über den Annapurna Himal und das vorgelagerte Bergland. Verwaltungssitz der Zone war die Stadt Pokhara.
Die Zone bestand aus 6 Distrikten:
- Gorkha
- Kaski
- Lamjung
- Manang
- Syangja
- Tanahu

Durch die Verfassung vom 20. September 2015 und die daraus resultierende Neugliederung Nepals in Provinzen wurden die Distrikte diese Zone der neugeschaffenen gleichnamigen Provinz Gandaki (anfangs Provinz Nr. 4) zugeordnet.